# Sergio Henao
Sergio Luis Henao Montoya (Rionegro, 10 dicembre 1987) è un ciclista su strada colombiano che gareggia per il team Nu Colombia. Scalatore, professionista dal 2007 al 2021, in carriera ha vinto la Parigi-Nizza 2017 e due titoli nazionali in linea, nel 2017 e 2018.
È cugino del ciclista Sebastián Henao.

## Carriera
Dal 2007 al 2009 gareggia per il team Continental colombiano Colombia es Pasión-Coldeportes. Nel 2009 si aggiudica il Grand Prix du Portugal e una tappa alla Coupe des Nations Ville de Saguenay, entrambe gare della Coppa delle Nazioni, e partecipa alla prova in linea Under-23 dei campionati del mondo 2009, concludendo al 32º posto. Nel 2010 e nel 2011 corre tra le file della Gobernación de Antioquia-Indeportes Antioquia. Vince alcune gare nel proprio paese, tra cui l'importante Vuelta a Colombia; ottiene risultati positivi anche all'estero, negli Stati Uniti, facendo suoi il prologo e la quinta tappa del Tour of Utah, oltre al secondo posto in classifica finale.
All'inizio della stagione 2012 trasferisce in Europa per correre con la Sky, formazione britannica UCI World Tour. Partecipa al Giro d'Italia 2012 piazzandosi nono in classifica generale e secondo nella graduatoria dei giovani, dietro al compagno di squadra e connazionale Rigoberto Urán. In stagione è anche terzo al Tour de Pologne, quattordicesimo alla Vuelta a España, nono ai campionati del mondo di Valkenburg e quinto al Giro di Lombardia. Prende inoltre parte ai Giochi olimpici di Londra, chiudendo sedicesimo nella prova in linea.
All'inizio del 2013 ottiene il primo successo da professionista in Europa, nella terza tappa della Volta ao Algarve. Nella stessa primavera vince una frazione alla Vuelta al País Vasco e si classifica terzo nella graduatoria generale, conclude sesto all'Amstel Gold Race e secondo alla Freccia Vallone, alle spalle di Daniel Moreno. Nel prosieguo di stagione è sedicesimo al Giro d'Italia, quinto al Tour de Pologne e quindicesimo in linea ai campionati del mondo in Toscana.

## Palmarès
- 2006

Classifica generale Vuelta Gobernación Norte de Santander
- 2007 (Colombia Es Pasion, cinque vittorie)

4ª tappa Clásico Ciclístico Banfoandes (La Fría > Bailadores)
6ª tappa Clásico Ciclístico Banfoandes (Palmira > El Cobre)
Classifica generale Clásico Ciclístico Banfoandes
3ª tappa Vuelta a Antioquia
1ª tappa Vuelta Gobernación Norte de Santander
- 2008 (Colombia Es Pasion-Coldeportes, tre vittorie)

2ª tappa Vuelta a Colombia Sub-23
5ª tappa Vuelta a Colombia Sub-23
Classifica generale Vuelta a Colombia Sub-23
- 2009 (Colombia Es Pasion-Coldeportes, cinque vittorie)

3ª tappa Grand Prix du Portugal (Lousada > Alto de Santa Quitéria)
Classifica generale Grand Prix du Portugal
4ª tappa Cinturón Ciclista Internacional a Mallorca (Castell de Bellver > Castell de Bellver)
Classifica generale Cinturón Ciclista Internacional a Mallorca
3ª tappa Coupe des Nations Ville de Saguenay (Kenogami > Kenogami)
- 2010 (sei vittorie)

2ª tappa Clásica de Fusagasugá
2ª tappa Clásica Club Deportivo Boyacá
3ª tappa Vuelta a Antioquia
4ª tappa Vuelta a Colombia (Barrancabermeja > Bucaramanga)
10ª tappa Vuelta a Colombia (Armero > La Tebaida)
Classifica generale Vuelta a Colombia
7ª tappa Clásico RCN
- 2011 (Gobernation de Antioquia-Indeportes Antiquia, cinque vittorie)

2ª tappa Gran Premio Internacional de Café
2ª tappa Vuelta a Antioquia
Prologo Tour of Utah (Park City, cronometro)
5ª tappa Tour of Utah (Park City > Snowbird Ski & Summer Resort)
2ª tappa Clásico RCN
- 2013 (Team Sky, due vittorie)

3ª tappa Volta ao Algarve (Portimão > Alto do Malhão)
3ª tappa Vuelta al País Vasco (Vitoria-Gasteiz > Trapagaran)
- 2015 (Team Sky, una vittoria)

6ª tappa Giro di Polonia (Bukowina Tatrzańska > Bukowina Tatrzańska)
- 2017 (Team Sky, due vittorie)

Campionati colombiani, Prova in linea
Classifica generale Parigi-Nizza
- 2018 (Team Sky, una vittoria)

Campionati colombiani, Prova in linea
- 2022 (2nBike Emanuel Ibarry, una vittoria)

1ª tappa Clásica de Guayaquil (Guayaquil > Guayaquil)
- 2024 (Nu Colombia, due vittorie)

1ª tappa Tour do Rio (Conservatória > Conservatória)
Classifica generale Tour do Rio
- 2025 (Nu Colombia, una vittoria)

Classifica generale Jamaica International Cycling Classic

### Altri successi
- 2010

Prologo Vuelta a Antioquia (cronosquadre)
1ª tappa Vuelta a Colombia (La Ceja > Rionegro, cronosquadre)
- 2011 (Gobernation de Antioquia-Indeportes Antiquia)

Prologo Vuelta al Valle del Cauca (cronosquadre)
2ª tappa, 1ª semitappa, Vuelta a Colombia (Cartago > Obando, cronosquadre)
- 2013 (Sky Procycling)

2ª tappa Giro d'Italia (Ischia > Forio, cronosquadre)
- 2016 (Team Sky)

Classifica scalatori Tour Down Under
Classifica a punti Vuelta al País Vasco
- 2024 (Nu Colombia)

2ª tappa Vuelta a Antioquia (Urrao > San Jerónimo)
4ª tappa Vuelta a Antioquia (Santa Rosa de Osos > San Roque)
Classifica generale Vuelta a Antioquia
1ª tappa Clasica Marinilla Ramon Emilio Arcil (Marinilla > Marinilla)
Classifica generale Clasica Marinilla Ramon Emilio Arcil

## Piazzamenti

### Grandi Giri
- Giro d'Italia

2012: 9º
2013: 16º
2018: 13º
- Tour de France

2016: 12º
2017: 28º
2019: 47º
2021: 21º
- Vuelta a España

2012: 14º
2013: 28º
2015: 22º
2018: 28º
2019: 45º
2020: 15º
2021: ritirato (19ª tappa)

### Classiche monumento
- Liegi-Bastogne-Liegi

2012: 29º
2013: 16º
2015: 7º
2017: 13º
2018: 9º
2019: 29º
2020: 42º
2021: 77º
- Giro di Lombardia

2012: 5º
2013: ritirato
2015: 9º
2017: 73º
2018: 52º

### Competizioni mondiali
- Campionati del mondo su strada

Mendrisio 2009 - In linea Under-23: 32º
Limburgo 2012 - Cronosquadre Elite: 9º
Limburgo 2012 - In linea Elite: 9º
Toscana 2013 - In linea Elite: 15º
Bergen 2017 - In linea Elite: 115º
Innsbruck 2018 - In linea Elite: 48º
Imola 2020 - In linea Elite: 50º
- Giochi olimpici

Londra 2012 - In linea: 16º
Rio de Janeiro 2016 - In linea: ritirato